# Michel Albert
Michel Albert (* 25. Februar 1930 in Fontenay-le-Comte, Département Vendée; † 20. März 2015 in Paris) war ein französischer Ökonom.

## Leben
Albert promovierte in Wirtschaftswissenschaften, schloss 1956 die Elite-Verwaltungshochschule École nationale d’administration (ENA) ab und wurde anschließend als Finanzinspektor in den Staatsdienst übernommen. Er war 1959 Generalsekretär des von Jacques Rueff und Louis Armand geleiteten Komitees für die „Beseitigung von Hindernissen für das Wirtschaftswachstum“. 1960 ging er als Generalinspekteur der Finanzen nach Marokko, von 1961 bis 1963 war er stellvertretender Generaldirektor der marokkanischen Nationalbank für wirtschaftliche Entwicklung. Von 1963 bis 1970 war er bei der Europäischen Investitionsbank in Brüssel tätig, zunächst als stellvertretender Direktor, dann als Mitglied des Verwaltungsrats. 
In den Jahren 1978 bis 1981 war Albert Leiter des Commissariat général du Plan, der direkt dem französischen Premierminister unterstellten Behörde für Planung der Wirtschaftspolitik. Von 1982 bis 1994 war er Präsident der französischen Versicherungsgesellschaft Assurances Générales de France, einer späteren Tochter der Allianz. Von 1994 bis 2003 war er Mitglied des geldpolitischen Rates der französischen Nationalbank. Im wissenschaftlichen Bereich war er ständiges Mitglied und Sekretär auf Lebenszeit der Académie des sciences morales et politiques („Akademie der Moralischen und Politischen Wissenschaften“) des Institut de France. Der Päpstlichen Stiftung Centesimus Annus Pro Pontifice (CAPP) gehörte er zeitweise an.
Michel Albert war zudem seit den 1960er Jahren im politischen und wirtschaftspolitischen Bereich publizistisch tätig. Sein bekanntestes Werk ist Kapitalismus contra Kapitalismus, in dem er den Begriff „Rheinischer Kapitalismus“ prägte.

## Schriften (Auswahl)
- mit Jean-Jacques Servan-Schreiber: Ciel et terre. Manifeste radical. Denoël, Paris 1970
  - deutsch: Die befreite Gesellschaft. Eine Charta für Europa. übersetzt von Eva Gärtner und Stephan Zickler, Hoffmann und Campe, Hamburg 1970, ISBN 3-455-07012-4
- mit Jean Ferniot: Les vaches maigres. Gallimard, Paris 1975
- Le pari français. Le nouveau plein-emploi. Seuil, Paris 1982, ISBN 2-02-006197-X
- Un pari pour l’Europe. Vers le redressement de l’économie européenne dans les années 80. Editions du Seuil, Paris 1983, ISBN 2-02-006606-8
  - deutsch: Herausforderung Europa. Die Europäische Gemeinschaft als Chance. übersetzt von Barbara Vaccaro, Piper, München 1985, ISBN 3-492-00684-1
- mit Jean Boissonnat: Crise, krach, boom. Editions du Seuil, Paris 1988, ISBN 2-02-010087-8
- Capitalisme contre capitalisme. Seuil, Paris 1991, ISBN 2020132079
  - deutsch: Kapitalismus contra Kapitalismus. übersetzt von Hans Kray, Campus, Frankfurt am Main 1992, ISBN 3-593-34703-2
  - englisch: Capitalism vs. capitalism. How America’s obsession with individual achievement and short-term profit has led it to the brink of collapse. Four Walls Eight Windows, New York 1993, ISBN 1-56858-005-3
- mit Jean Boissonnat und Michel Camdessus: Notre foi dans ce siècle. Arléa, Paris 2002, ISBN 2-86959-560-3
- Regards croisés sur l’Europe. Presses universitaires de France, Paris 2005, ISBN 2-13-054990-X

Zeitschriften 
- Die Zukunft der Sozialmodelle des europäischen Kontinents. In: Wolfgang Streeck: Internationale Wirtschaft, nationale Demokratie. Herausforderungen für die Demokratietheorie. Campus, Frankfurt a. M. 1998 (= Schriften des Max-Planck-Instituts für Gesellschaftsforschung Köln, Sonderband), ISBN 3593361132, S. 195–209
- mit Rauf Gonenc: The Future of Rhenish Capitalism. In: Political Quarterly. Band 67, Nr. 3, 2005, S. 184–193